# Smerigliatrice
La smerigliatrice (talvolta chiamata mola o molatrice) è una macchina utensile dalle molteplici forme: secondo il tipo, una smerigliatrice può molare, tagliare, sbavare o affilare.

## Tipologie

### Angolare

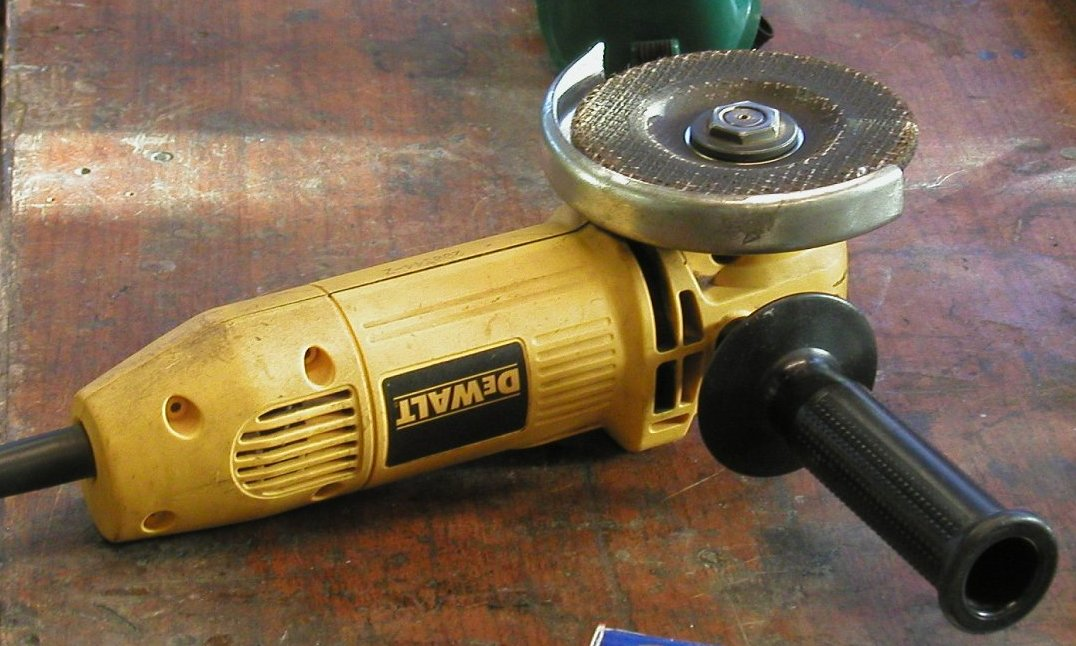
Smerigliatrice angolare

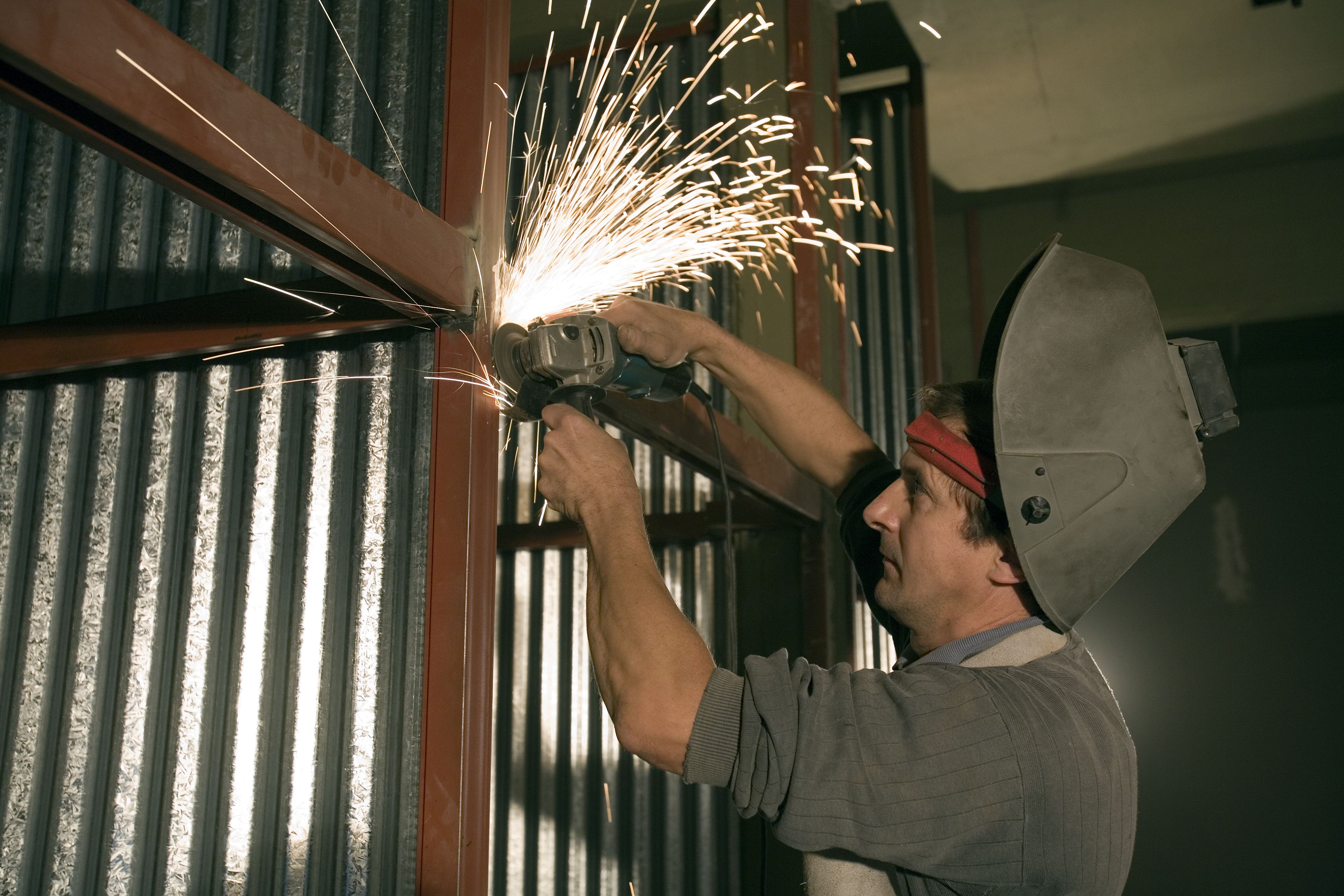
Un lavoratore che utilizza una smerigliatrice angolare senza però impiegare gli opportuni dispositivi di protezione

La smerigliatrice angolare (nota anche col nome di "frullino", "flessibile", "perles" o "flex" è un utensile portatile ad impiego manuale. I termini "perles" e "flex" sono i nomi delle due ditte, appunto Perles e FLEX, che per prime produssero smerigliatrici; "flex" deriva in particolare dal fatto che la fresa dell'utensile è collegata al motore da un albero flessibile, invenzione della FLEX.
Viene usata con dischi di diversi materiali e diverse geometrie per asportare bave, spianare saldature e tagliare pietra, metalli e legno. Ne esistono di svariate dimensioni, con impugnature di forma diversa e adatte a diversi tipi di impiego. La potenza elettrica va da qualche centinaio di watt a oltre 2 kW. A seconda del tipo di lavoro si usano dischi diversi: i più comuni sono i dischi rigidi rinforzati (per taglio o sbavatura), diamantati (per il taglio), a spazzole o a lamelle (per la lucidatura), le mole abrasive (per la levigazione di alti spessori). Il diametro dei dischi era originariamente di tre misure standard: 115 mm, 125 mm e 230 mm; col tempo sono state introdotte misure diverse e con tecnologie innovative nella composizione dell'abrasivo e nella sua distribuzione sul disco. 
Per migliorare efficienza e velocità nel taglio è andato riducendosi inoltre lo spessore dei dischi rigidi rinforzati, attualmente di 0,8 mm per i dischi di diametro 115/125 e 1,6/1,9 mm per i dischi di diametro 150/230 mm. Riguardo in particolare ai dischi diamantati, la scelta va fatta con particolare oculatezza, non tanto per la propria sicurezza personale quanto piuttosto per la durata ed efficienza del disco stesso. Un disco può costare anche 20 volte meno di un altro, ma potrebbe avere polvere di diamante più fine e in minore quantità, il che comporta le seguenti conseguenze: 
- portare a termine un taglio richiederà maggior tempo
- il disco si consumerà molto prima
- il disco stesso avrà anche spessore minore e, con l'uso, a causa del riscaldamento da attrito, perderà la planarità assumendo una bombatura sempre più accentuata, e rendendo lento e difficoltoso il taglio.

I produttori di dischi da taglio di diametro 115–125 mm, destinati in gran parte ad uso hobbistico, hanno immesso sul mercato alcuni tipi di dischi realizzati con mescole abrasive ottimizzate in funzione al materiale da tagliare: per plastica, legno, alluminio, acciaio inox; ottimizzati per la massima efficienza nel taglio del materiale cui è destinato. 
Nel settore professionale, nella misura 230 mm, oltre ai dischi diamantati specifici, aventi ciascuno il tagliente sagomato appositamente per laterizio, cemento, pietra e granito, si propongono anche dischi definiti universali, ovvero capaci di tagliare indifferentemente legno, metalli e pietra. Il cambio del disco in quasi tutti i modelli si effettua tramite una speciale chiave; in pochi sofisticati modelli il cambio del disco si effettua in modo rapido senza uso di chiave. Similmente ai trapani portatili, l'unica operazione di manutenzione è costituita dalla sostituzione saltuaria, dovuta al naturale consumo, della coppia di spazzole in grafite a contatto del collettore del rotore. Alcuni modelli sono stati dotati anche di un regolatore che permette di variare la velocità di rotazione in base al lavoro da svolgere.
Recenti modelli per l'utenza professionale presentano accorgimenti tecnici volti a dare maggiore sicurezza all'operatore, come partenza lenta all'avvio e frenatura elettrica del disco in pochi secondi dopo lo spegnimento, e l'assenza di parti meccaniche per accensione e spegnimento. In tale caso l'interruttore elettrico è costituito da una coppia di sensori tattili a tenuta stagna, posizionati in prossimità della mano sinistra e della destra, e l'avvio avviene azionandoli entrambi, lo spegnimento avviene rilasciando uno qualunque dei due, nel caso venisse a mancare la tensione di rete a macchina accesa, al ritorno della tensione la macchina si presenta spenta. Questi accorgimenti comportano un maggior costo dell'attrezzo ma ne aumentano senz'altro il livello di sicurezza durante l'uso.
Sempre nel settore professionale ed in particolare nella gamma per dischi da 125 mm di diametro si stanno affermando modelli dotati della cosiddetta velocità costante sotto carico che si riconoscono per le potenze assorbite molto superiori alla media (da 1300 a 1500 W contro i 1000 W massimi dei modelli standard). Tali modelli hanno un sistema di controllo elettronico in retroazione che permette di rilevare istantaneamente la velocità reale del motore e di regolare la tensione di alimentazione media del motore in modo da mantenere la velocità sotto sforzo pari a quella a vuoto. Spesso a tale sistema è anche abbinato il soft start e la regolazione elettronica della velocità sempre con velocità costante a carico. Tale sistema permette di avere una maggiore durata dei dischi abrasivi nonché una maggiore capacità di asportazione, e un migliore raffreddamento del motore con una maggiore resistenza all'uso prolungato dell'elettroutensile.
Data l'alta velocità di rotazione, che può arrivare a 10 000 RPM, equivalente a una velocità tangenziale alla periferie del disco di 100 m/s, è sempre consigliato indossare occhiali di protezione. È inoltre fondamentale per la sicurezza dell'operatore non rimuovere per nessun motivo il carter di protezione del disco abrasivo fornito con ogni elettroutensile. Occorre tenere presente che i dischi da taglio telati hanno una data di scadenza ed è bene accertarsi che non sia superata; nel tempo infatti le resine della mescola abrasiva del disco perdono l'iniziale potere di coesione, con il rischio di rottura durante il taglio.

### Assiale
È caratterizzata dall'utensile abrasivo rotante assialmente all'albero motore e dispone di un piccolo mandrino su cui montare piccole mole con codolo metallico realizzate in materiali e forme diverse, ciascuna adatta ad un lavoro specifico, solitamente sbavare materiale in punti di difficile accesso e lavori di precisione e finitura.
Tali elettroutensili si possono dividere principalmente in tre categorie:
Miniutensili: con potenze assorbite che variano da circa 20 W per i più piccoli quasi sempre alimentati a bassa tensione (12-18 V) in corrente continua fino a circa 150 W per quelli più grandi quasi sempre alimentati a 230 V in corrente alternata. Per questi miniutensili le velocità, spesso regolabili, variano da un minimo di 8000 RPM fino ad un massimo di 32 000 RPM. Il mandrino in genere è del tipo a pinza intercambiabile per utensili con codolo da 0,8 mm fino a 3,2 mm. Non mancano però esempi di miniutensili dotati di un piccolo mandrino a cremagliera che può serrare codoli fino a 6,35 mm di diametro (1/4"). Sono utilizzate principalmente a livello hobbistico.

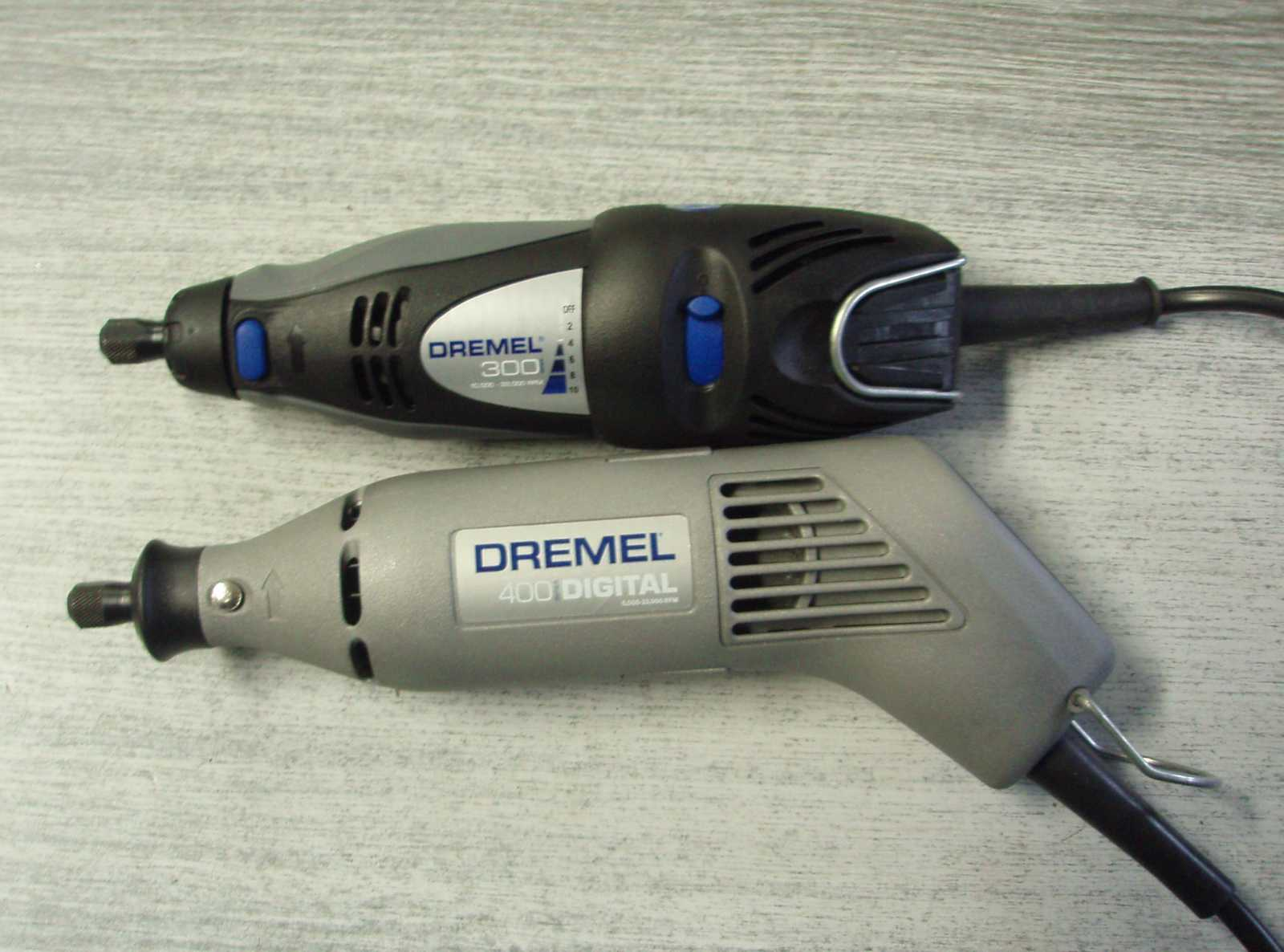
Miniutensile

Smerigliatrici diritte per attrezzisti: con potenze assorbite che variano da un minimo di 500 W fino ad un massimo di 900 W tutti alimentati in corrente alternata a 230 V. Le velocità, spesso regolabili, variano da un minimo di 8000 RPM fino a un massimo di 30 000 RPM. Il mandrino è quasi sempre del tipo a pinza intercambiabile per utensili con codoli da 6 o 6,35 mm di diametro. Sono utilizzate principalmente per lavori di finitura su stampi.
Smerigliatrici diritte per sbavatura: con potenze assorbite che possono variare da un minimo di 1000 watt fino ad un massimo di 1600 watt. Le velocità variano, a seconda della grandezza del modello, da circa 6000 giri al minuto per le più potenti che montano delle mole abrasive simili a quelle montate sulle smerigliatrici da banco (diametri intorno a 125–150 mm, ma con velocità periferiche di esercizio di 45 m/s) fino a 16 000 RPM per le più piccole che hanno un mandrino a pinza intercambiabile per mole o utensili con codoli da 6, 8 o anche 10 mm di diametro. Sono utilizzate principalmente per la sbavatura manuale di fusioni in ghisa o acciaio o per la sbavatura nelle opere di carpenteria.
Esiste ad onor del vero una famiglia a sé stante di tali elettroutensili con caratteristiche molto simili alle sopracitate Smerigliatrici diritte per attrezzisti ma con velocità di rotazione molto inferiore intorno a 7 000 RPM. Sono utilizzati in genere con utensili di lucidatura quali mole a lamelle, anelli abrasivi o dischi in tela o feltro.

### Da banco

Smerigliatrice da banco

Altrimenti detta mola, la smerigliatrice da banco è, nella forma più comune, costituita di un motore elettrico fissato a un banco, alle cui due estremità sono calettati o due dischi di materiale abrasivo di grana diversa o un disco abrasivo e una spazzola metallica o un disco di telato lucidante, per rendere brillanti, ad esempio, pezzi cromati. È uno strumento molto diffuso e usato per rimuovere gli spigoli sui bordi del materiale tagliato, togliere le bave di lavorazione, eliminare i trucioli solo parzialmente rimossi e, soprattutto, affilare manualmente lame e punte per forare in HSS (Acciaio super rapido). Alcune versioni per uso hobbistico montano su uno degli assi un riduttore di giri che aziona una speciale mola a grana fine e rotazione lenta, lavorante a umido, simile a quella usata dagli arrotini artigiani, indispensabile nel caso si desideri affilare i coltelli senza scaldarne la lama e preservandone la tempra. Il grado di qualità di questo utensile risiede principalmente nella bontà della coppia di cuscinetti impiegati e nell'operazione di equilibratura dell'indotto del motore.